# Wołowcowa Przełęcz
Wołowcowa Przełęcz (słow. Volovcovo sedlo, dawniej Volovské sedlo, ok. 2180 m) – szerokie siodło w bocznej, południowej grani Wołowego Grzbietu w słowackich Tatr Wysokich. Znajduje się między Hińczowym Zwornikiem (Hincova kopa , ok. 2360 m) a północnym wierzchołkiem Wołowca Mięguszowieckiego (Volovec, 2227 m). Boczna grań Hińczowego Zwornika dzieli Dolinę Mięguszowiecką na Dolinę Hińczową (Hincova kotlina) i Dolinę Żabią Mięguszowiecką (Žabia dolina mengusovská).
Nazwa przełęczy nawiązuje do sąsiadującego z nią szczytu. Jest szeroka, częściowo piarżysta, częściowo trawiasta. Ku Dolinie Hińczowej opada średnio stromym stokiem, stok opadający do Wołowej Kotlinki (jedno z górnych odgałęzień Doliny Żabiej) jest jeszcze łatwiejszy.
Wołowcowa Przełęcz prawdopodobnie była odwiedzana jeszcze w czasach przedturystyznych. Pierwsze odnotowane wejścia:
- latem – Tytus Chałubiński, Ludwik Chałubiński, Bronisław Rajchman, August Wrześniowski wraz z przewodnikami z Zakopanego, w 1877 r.,
- zimą – Mieczysław Lerski, Jerzy Maślanka, 21 marca 1910 r.[2]

## Taternictwo
Wyjście na Wołowcową Przełęcz jest możliwe dla przeciętnego turysty, jednak jest to dla turystów obszar zamknięty. Mogą natomiast uprawiać tutaj przechodzić taternicy
1. Z Wołowej Kotlinki, od południowego wschodu; 0- w skali UIAA, czas przejścia od Wyżniego Żabiego Stawu Mięguszowieckiego 30 min,
2. Z Doliny Hińczowej, od zachodu; 0, znad brzegu Wielkiego Hińczowego Stawu 30 min[2].

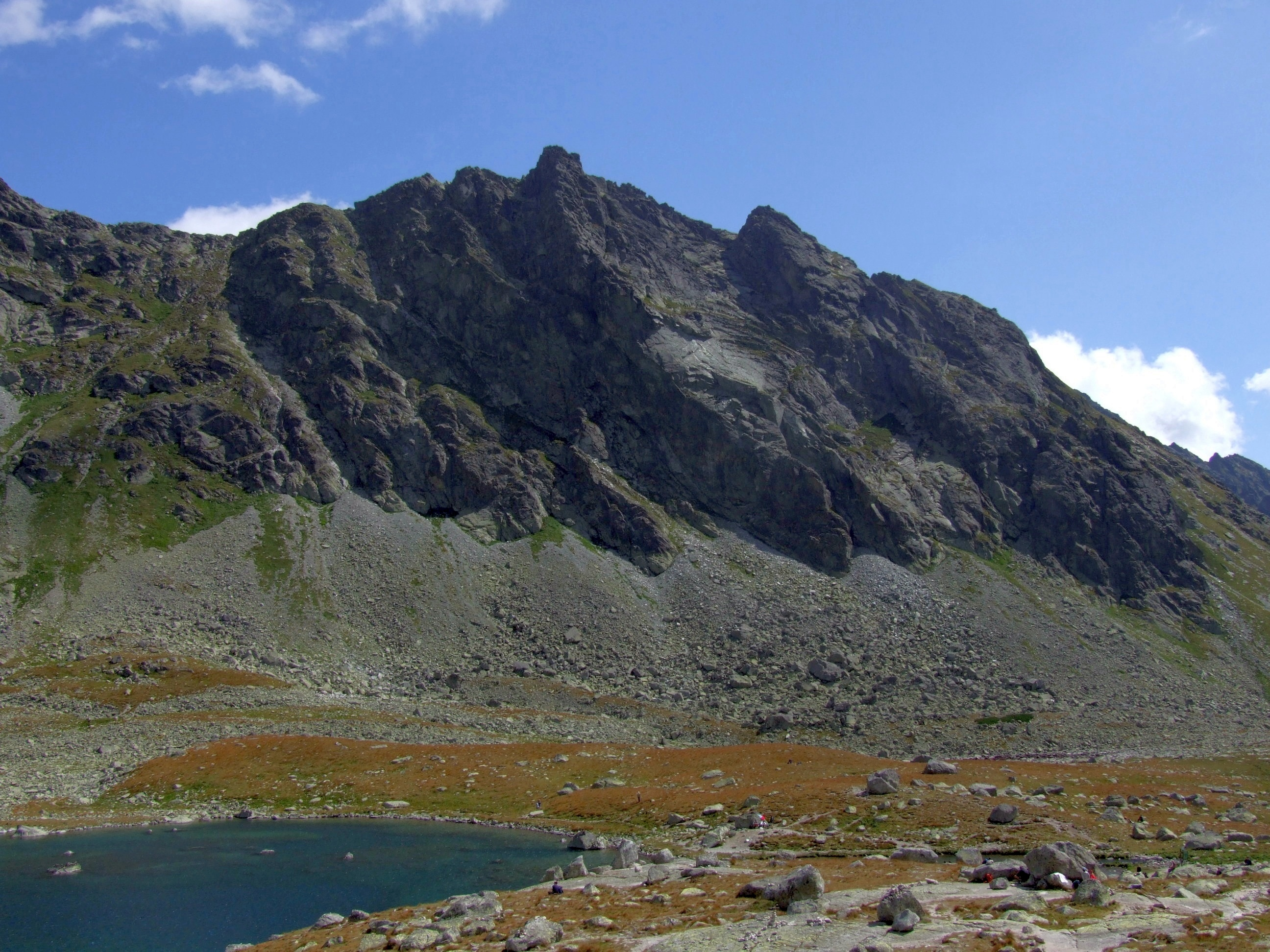
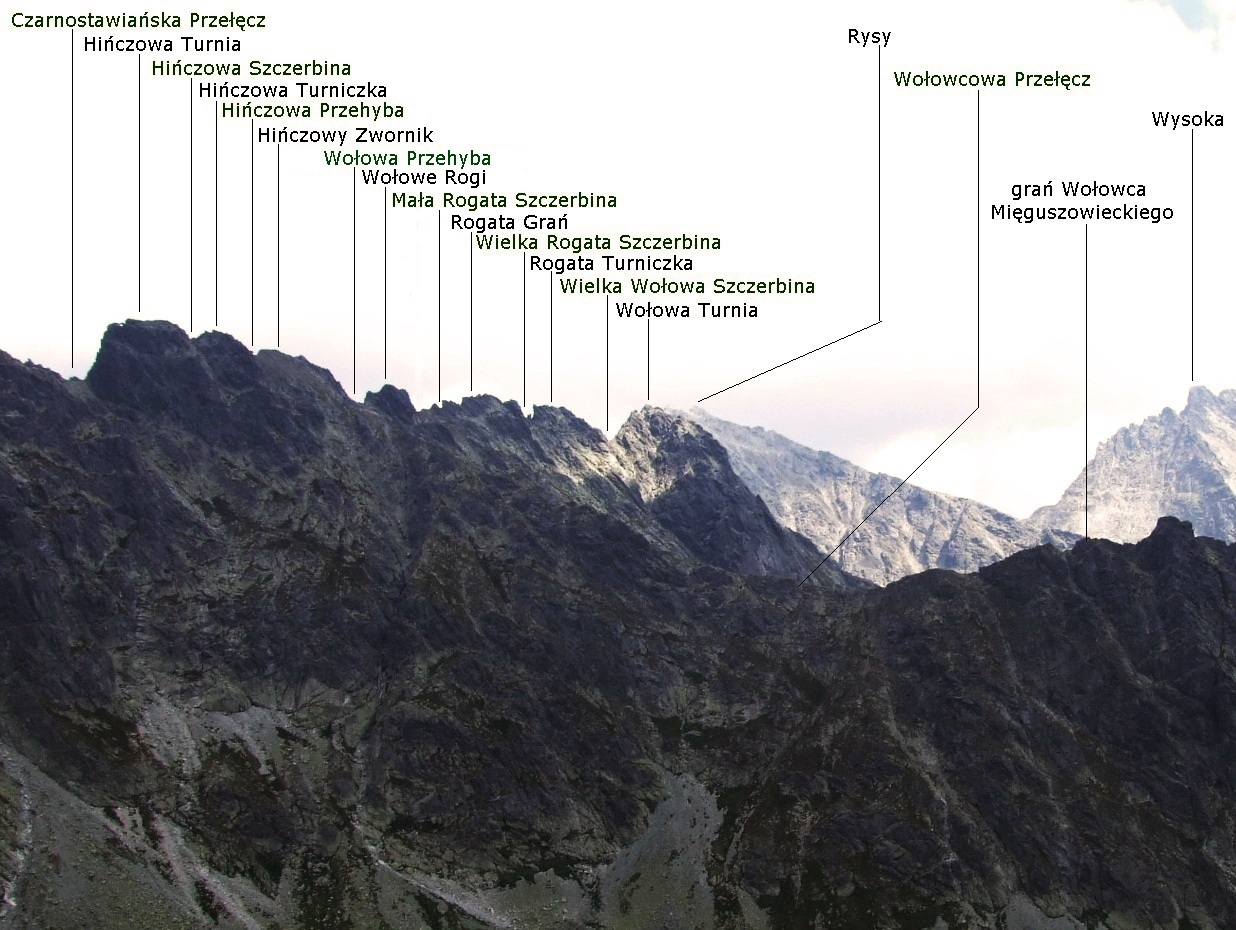